# Церковь Святого Виктора (Шверте)
Церковь Святого Виктора (нем. St.-Viktor-Kirche) — церковь в центре рурского города Шверте (земля Северный Рейн-Вестфалия), заложенная в 1050 году как вспомогательная церковь Ксантенского собора Святого Виктора; в XIII веке здание храма было расширено и стало романской базиликой; в XV веке перестроена в готический зальный храм; является памятником архитектуры.

## История и описание
История церкви Святого Виктора в Шверте началась в 1032 году — с пожертвования фермы Матроной Рейнмод из Каппенберга (сегодня — район города Зельм) Ксантенскому собору. В 1050 год храм в Шверте был заложен как вспомогательная церковь при коллегиальной церкви Ксантена. Примерно через сто лет последовало строительство современного нефа — старейшего из сохранившихся фрагментов здания. В XIII веке храм был расширен и стал романской базиликой. В период расцвета Шверте как ганзейского города — в XV веке — церковь Святого Виктора была расширена до трехнефного готического зального храма. В тот же период была построена и высшая башня-колокольня, которая сегодня является одним из символов города. После Реформации храм стал лютеранской церковью.
Центром храма является антверпенский «золотой» алтарь, созданный художниками и скульпторами из гильдии Святого Луки: он был установлен на Пасху 1523 года; в нём содержатся мощи Святого Виктора. Алтарь-предшественник, созданный в 1518 году, сохранился не полностью (его пределла сохранилась). Он является одним из немногих известных сегодня алтарей, которые были созданы вестфальскими мастерами. Сохранявшаяся до 1943 года фреска Распятия — также вестфальского мастера — датировалась 1310 годом. Кафедре в стиле барокко была добавлена в 1666 году.